# Kanton Bourg-de-Visa
Kanton Bourg-de-Visa is een voormalig kanton van het Franse departement Tarn-et-Garonne. Kanton Bourg-de-Visa maakte deel uit van het arrondissement Castelsarrasin. Het werd opgeheven bij decreet van 27 februari 2014 met uitwerking op 22 maart 2015.

## Gemeenten
Het kanton Bourg-de-Visa omvatte de volgende gemeenten:
- Brassac
- Bourg-de-Visa (hoofdplaats)
- Fauroux
- Lacour
- Miramont-de-Quercy
- Saint-Nazaire-de-Valentane
- Touffailles